# Dépôt de Lyon-Mouche
Le dépôt de Lyon-Mouche est un dépôt de locomotives créé par la compagnie PLM en 1865 dans le quartier de La Mouche, situé au nord-est du 7e arrondissement de Lyon.
Couvrant environ six hectares et demi, le complexe industrialo-ferroviaire comprend, outre ses rotondes, un magasin général, un foyer des roulants, une école de soudure, des bâtiments administratifs, un atelier de levage, une cantine et des bâtiments de stockage.
Le dépôt est toujours en exploitation ; toutefois, son importance a beaucoup décru du fait de la construction d'infrastructures plus importantes à Vénissieux. Une partie du site de La Mouche est désormais occupée par des locaux administratifs, le reste par des associations cherchant à valoriser le patrimoine ferroviaire et industriel.

## Construction
Dès la construction de la gare de Perrache en 1855, la compagnie PLM cherche un lieu pour établir un dépôt de locomotives à proximité. Les vastes terrains alors peu urbanisés de la rive gauche du Rhône, qui viennent en 1852 d'être détachés du département de l'Isère et rattachés à Lyon, lui paraissent propice.
La construction du dépôt nécessite la destruction préalable du château du Vivier, dont le domaine est acheté par morceaux à partir de 1863 par la Compagnie. La construction du complexe empiète également sur le cimetière juif de Lyon.
La date exacte de construction du dépôt est incertaine, les documents d'urbanisme de l'époque n'étant pas tous disponibles. Toutefois, les plans dressés à cette époque permettent d'identifier un atelier et d'une demi-rotonde dès 1857, puis les deux rotondes dès 1863.

## Remaniements et destructions
En 1920, la croissance importante du trafic ferroviaire impose de décharger le dépôt de La Mouche ainsi que celui de Vaise, en créant un plus vaste dépôt à la gare de Vénissieux ; ce dernier dépôt, ouvert le 1er mars 1920, n'est à ses débuts qu'une annexe de La Mouche, mais devient autonome dès le 1er avril 1921.
En 1943, la Résistance lyonnaise sabote quatorze machines afin de paralyser l'action des troupes nazies. Le dépôt de la Mouche est une des cibles retenues par l'US Air Force lors du bombardement du 26 mai 1944. Cependant, les objectifs visés ne sont que partiellement remplis dans le cas de La Mouche : les rotondes ne sont en effet pas touchées par les bombes américaines. À leur tour, les Allemands sabotent une partie des installations avant de faire retraite devant l'avancée des Alliés,,.

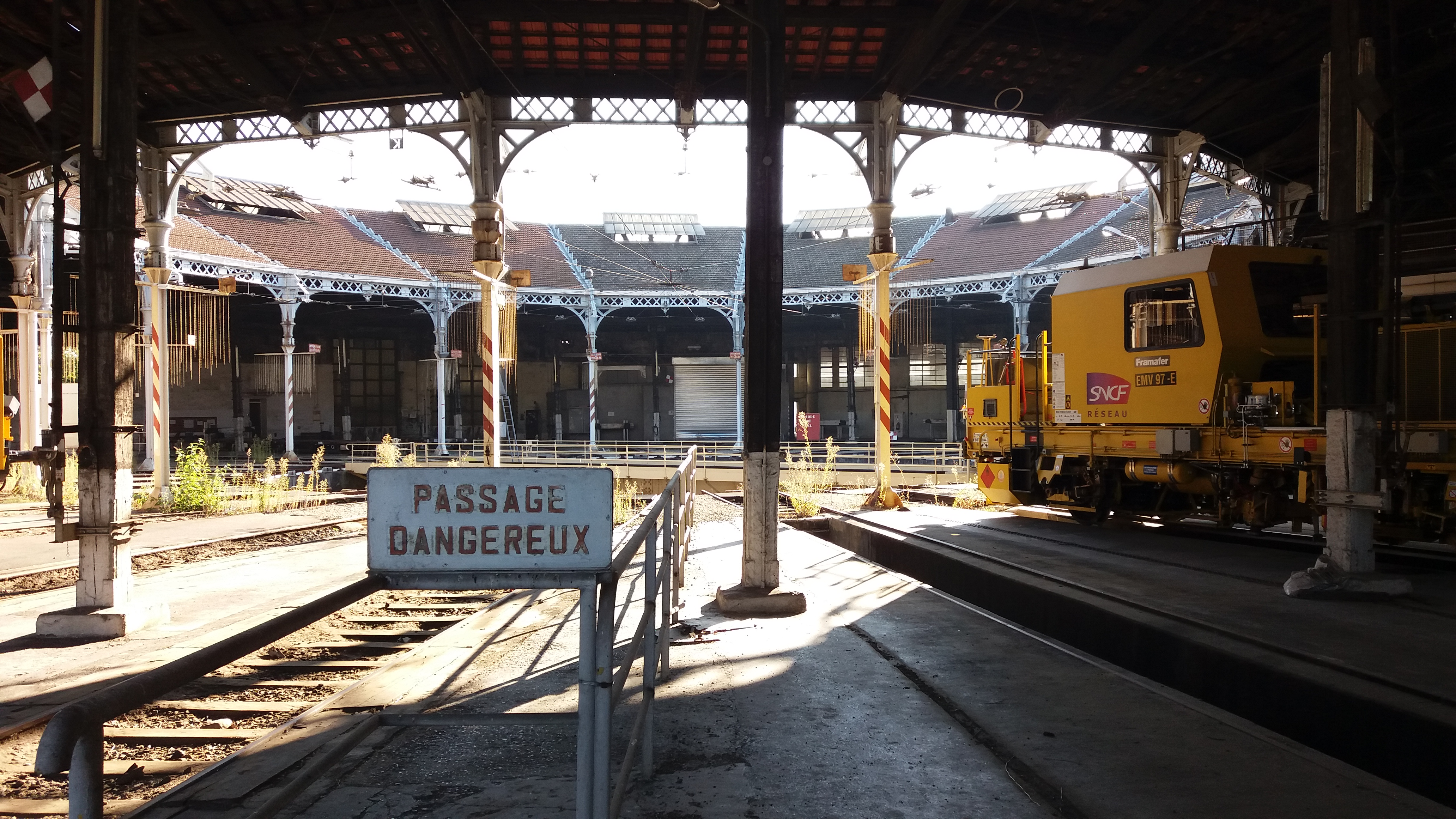
Intérieur de la rotonde nord, fin 2021.

Entre 1960 et 1962, la rotonde méridionale est supprimée, devenue inutile pour la SNCF. Cette dernière réaménage également la rotonde septentrionale pour qu'elle puisse accueillir les locomotives à traction électrique. À la fin du XXe siècle, la rotonde nord cesse à son tour d'être utilisée ; toutefois elle est conservée en l'état.

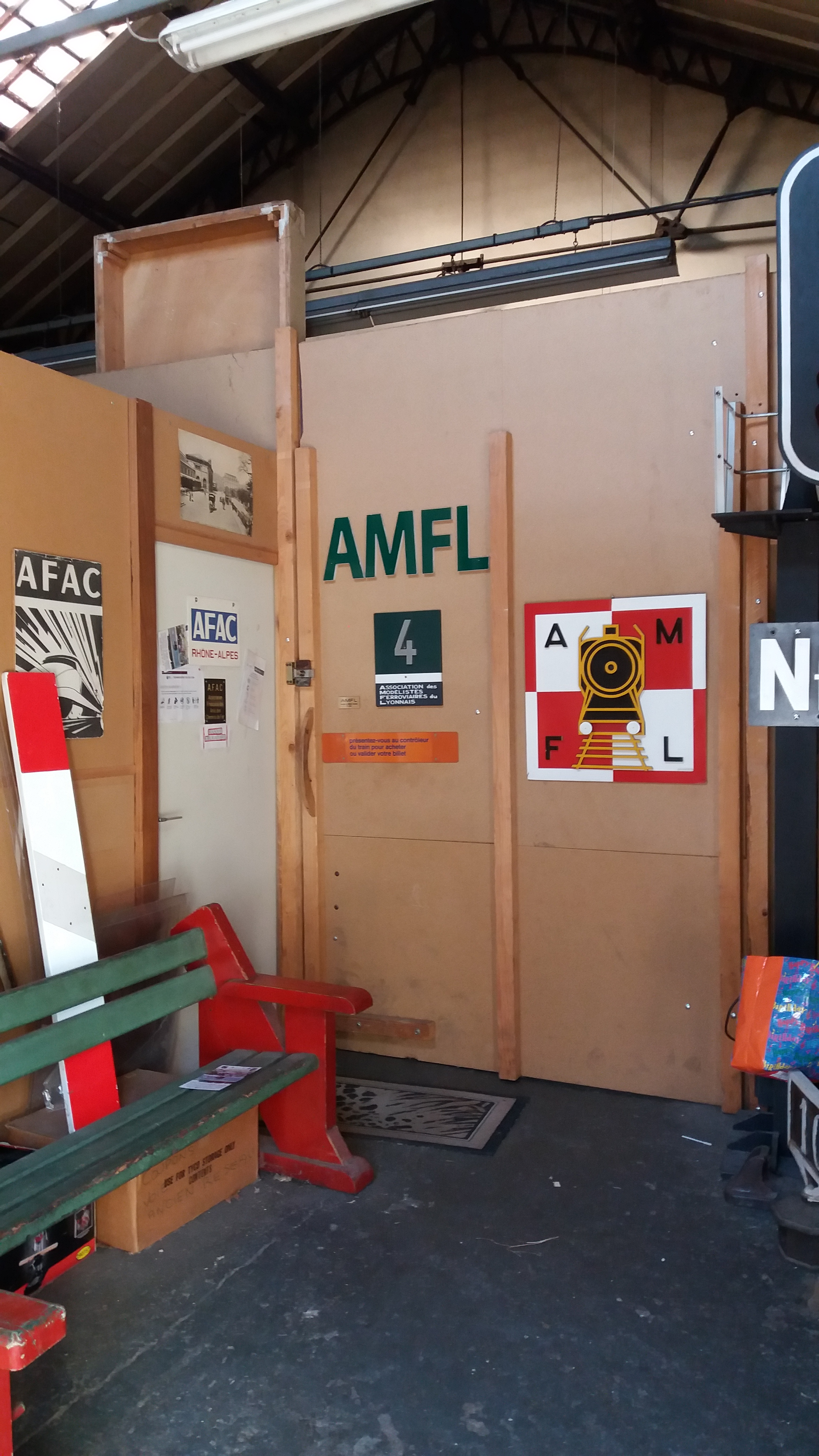
Locaux des associations AFAC et AMFL.

Au XXIe siècle, le site a perdu sa fonction utilitaire initiale mais reste propriété de la SNCF, qui utilise les bureaux pour des postes administratifs. Quatre associations cheminotes sont également présentes sur le site : SIMiL500 (Sauvegarde Intégrale de Machines de Ligne de type CC 6500), AFAC (Association Française des Amis des Chemins de fer), AMFL (Association des Modélistes Ferroviaires du Lyonnais) et ARCET.
Par ailleurs, l'association Ateliers La Mouche a investi une partie des lieux en 2016. Fondée par Adrien Pinon et rassemblant des architectes et des urbanistes, elle se donne pour but de réinventer le patrimoine en donnant aux espaces de nouveaux usages répondant aux besoins des habitants. Les Ateliers La Mouche s'élèvent ainsi contre un urbanisme faisant table rase d'un passé, par exemple industriel, pour répondre à des objectifs d'accueil de nouveaux habitants, mais aussi à une sanctuarisation du patrimoine telle que peut la promouvoir l'UNESCO. Les membres du collectif tentent de promouvoir un urbanisme participatif incluant les personnes situées à la marge.

## Emprise et architecture
Le site du dépôt de Lyon-Mouche occupe six hectares et demi. Outre les divers bâtiments, le dépôt a connu jusqu'à quatre ponts tournants : deux dans deux rotondes annulaires complètes et les deux autres desservant des parcs découverts, l'un d'eux ayant possédé l'amorce d'une troisième rotonde. En 2022 subsistent la rotonde nord, un magasin général, un foyer des roulants, une école de soudure, des bâtiments administratifs, un atelier de levage, une cantine et des bâtiments de stockages.